# ADO Den Haag
ADO Den Haag este un club de fotbal din Țările de Jos. Fondat la 1 februarie 1905, este principalul club de fotbal din orașul Haga. Pentru o perioadă clubul s-a numit FC Den Haag, ADO fiind divizia de amatori.

## Palmares
- Campioană națională (2): 1941-42, 1942-43
- Cupa KNVB (2): 1967-68, 1974-75
- Eerste Divisie (2): 1985-86, 2002-03